# William Hume-Rothery
William Hume-Rothery (Worcester Park, 15 maggio 1899 – 27 settembre 1968) è stato un chimico metallurgico britannico, ricordato per i suoi studi sulle leghe e sulla struttura dei composti intermetallici.

## Biografia
Terminati gli studi superiori cercò di intraprendere la carriera militare, ma una meningite che gli distrusse i nervi dell'udito e compromise il senso dell'equilibrio glielo impedì. Decise allora, nel 1918, di intraprendere gli studi in chimica frequentando l'Università di Oxford. Conseguito il dottorato e l'abilitazione in chimica, Hume-Rothery, seguendo il suggerimento di Frederick Soddy, consegue nel 1926 anche il dottorato in metallurgia presso la Royal School of Mines di Londra. Tornò quindi all'Università di Oxford ad effettuare attività di ricerca e nel 1938, dopo l'istituzione di una cattedra di metallurgia, cominciò anche ad insegnare. Verso il 1957, usufruendo dei finanziamenti di diverse compagnie metallurgiche, fondò il Dipartimento di Metallurgia presso l'Università di Oxford e ne fu direttore fino al 1966.
I suoi studi si concentrarono soprattutto sullo studio delle leghe interstiziali e di sostituzione di studiando i diversi rapporti di combinazioni. Trasse la conclusione che la struttura cristallina delle leghe è funzione della dimensione degli atomi, della loro relativa valenza e di proprietà quali l'elettronegatività. La regola di Hume-Rothery, di derivazione statistica, governa le fasi intermetalliche definite fasi di Hume-Rothery.
In suo onore, dal 1974, la Mineral, Metals & Materials Society britannica ha istituito il Premio Hume-Rothery conferendolo agli scienziati che si sono distinti nel campo della scienza dei materiali.